# گورنگا پولوشنیتسا
گورنگا پولوشنیتسا (به صربی: Gornja Pološnica) یک روستا در صربستان است که در کوسیریچ واقع شده‌است. گورنگا پولوشنیتسا ۱۵۲ نفر جمعیت دارد.